# Hénouttaouy Ire
Pour les articles homonymes, voir Hénouttaouy (homonymie).
Hénouttaouy Ire  (ou Douathathor-Henttaouy) est une reine du début de la XXIe dynastie en tant qu'épouse du roi de Thèbes Pinedjem Ier et mère du roi tanite Psousennès Ier.

## Généalogie
Son titre de « Fille du roi » indique qu'elle était la fille d'un roi, et on sait par ailleurs par son papyrus funéraire que sa mère se nomme Tentamon,. Or le Rapport d'Ounamon, texte littéraire daté du début de la XXIIe dynastie mais exposant des évènements du début de la XXIe dynastie, donne comme épouse du roi Smendès une reine nommée Tentamon.
Deux théories ont été proposées :
- par exemple, les ouvrages de Kenneth Anderson Kitchen[4] et Aidan Mark Dodson et Dyan Hilton[5] ont proposé deux Tentamon, la première (celle du papyrus funéraire) étant la mère d'Hénouttaouy et l'épouse de Ramsès XI, et la seconde (celle du Rapport d'Ounamon) étant l'épouse de Smendès ;
- par exemple, l'ouvrage de Frédéric Payraudeau[6] préfère l'option où il n'y a qu'une seule Tentamon, à la fois épouse de Smendès et mère d'Hénouttaouy, tout en exprimant l'hypothèse qu'elle pouvait avoir des origines royales ramessides car, premièrement, elle semble jouer un rôle important dans le Rapport d'Ounamon[3] et, deuxièmement, Psousennès Ier, fils d'Hénouttaouy et donc petit-fils de Tentamon, porte le surnom Ramsès[1].

Hénouttaouy est l'une des épouses de Pinedjem Ier, d'abord grand prêtre d'Amon à Karnak et généralissime, charges héritées de son père Piânkh vers 1063 avant l'ère commune, ensuite couronné co-pharaon à Thèbes vers 1054 à 1032 avant l'ère commune avec Smendès puis ses successeurs.
Ses titres indiquent qu'elle était la mère de plusieurs enfants de Pinedjem Ier :
- son titre de « Mère de l'épouse divine d'Amon » fait d'elle la mère de Maâtkarê[1],
- son titre de « Mère du roi » fait d'elle la mère de Psousennès Ier[1],
- son titre de « Mère de la grande épouse royale » fait d'elle la mère de Moutnedjemet, épouse de Psousennès Ier[1],
- son titre de « Mère du généralissime » fait d'elle la mère de Menkhéperrê, qui deviendra par la suite grand prêtre d'Amon[1],
- son titre de « Mère du grand prêtre d'Amon » pourrait faire référence au grand prêtre d'Amon Masaharta, mais cela n'est pas certain[1],
- elle est également la mère de la chanteuse d'Amon Hénouttaouy[8].

Deux autres enfants de Pinedjem Ier pourraient être ses enfants :
- l'éphémère grand prêtre d'Amon Djedkhonsouefânkh[9],[10],
- le prêtre d'Amon Nysoupanéferhor[11].

## Biographie
Hénouttaouy portait les titres suivants : « Fille du roi » (sȝ.t-nsw.t) ; « Première grande épouse royale de sa Majesté » ; « Mère du roi » (mw.t-nsw.t) ; « Dame des Deux Terres » (nb.t-Tȝ.wy) ; « Maîtresse des Deux Terres » ; « Fille de la grande épouse royale » ; « Première chanteuse d'Amon » ; « Mère de la grande épouse royale » ; « Mère du grand prêtre d'Amon » ; « Mère du généralissime », « Mère de l'épouse divine d'Amon »,.
Hénouttaouy préside les aménagements dans le temple de Mout à Karnak, notamment par l'installation de statues de Sekhmet probablement prélevées dans le temple des millions d'années d'Amenhotep III. Elle est représentée avec son époux Pinedjem Ier sur une stèle de Coptos où elle porte d'ailleurs le titre de « mère du roi ».

## Sépulture

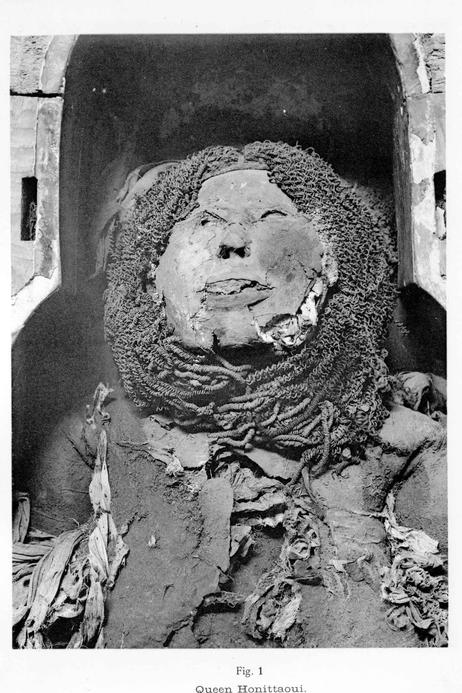
Momie d'Hénouttaouy avant restauration

Sa momie et ses sarcophages ont été retrouvés dans la cache DB320 à Deir el-Bahari avec ceux de plusieurs membres de sa famille proche. Elle a été enterrée ailleurs avant d'être déplacée dans la cache, mais le lieu d'inhumation d'origine n'est pas connu.
La momie d'Hénouttaouy a été trouvée dans un ensemble de deux sarcophages en bois. Les cercueils devaient être recouverts d'or, mais tout l'or a été enlevé à l'acide. Ils se trouvent aujourd'hui au Musée égyptien du Caire. La momie a été endommagée par des pilleurs de tombes. Lors de la recherche du scarabée du cœur, la plus grande partie de la poitrine avait été pénétrée. L'emballage de linge sous la peau du sujet était devenu une pratique courante dans la momification de la XXe dynastie, mais avait provoqué l'éclatement de la chair du visage d'Hénouttaouy. Le visage a été restauré après avoir été découvert.
Auguste Mariette a acheté deux grands rouleaux de papyrus funéraires qui auraient appartenu à la reine Hénouttaouy.